# فوکر اف.آی
فوکر اف.I (انگلیسی: Fokker F.I) یک هواپیمای ساخت فوکر است .